# میکی کامینز
میکی کامینز (انگلیسی: Micky Cummins؛ زادهٔ ۱ ژوئن ۱۹۷۸) بازیکن فوتبال اهل جمهوری ایرلند است.
از باشگاه‌هایی که در آن بازی کرده‌است می‌توان به باشگاه فوتبال میدلزبرو، باشگاه فوتبال روترهام یونایتد، باشگاه فوتبال دارلینگتون، باشگاه فوتبال گریمزبی تاون، باشگاه فوتبال گیتزهد، و باشگاه فوتبال پورت ویل اشاره کرد.
وی همچنین در تیم‌های ملی فوتبال زیر ۲۱ سال جمهوری ایرلند بازی کرده‌است.